# Bahta
A Bahta (oroszul: Бахта) folyó Oroszország ázsiai részén, a Krasznojarszki határterületen; a Jenyiszej jobb oldali mellékfolyója.

## Földrajz
Hossza 498 km, vízgyűjtő területe 35 500 km².
A Közép-szibériai-fennsíkhoz tartozó Tunguz-felföld délnyugati részének folyója. Hegyes vidéken hosszan folyik előbb nyugat, majd dél, délnyugat felé. A folyóról elnevezett Bahta település mellett ömlik a Jenyiszejbe. Október közepétől május közepéig jég borítja.

## Jelentősebb mellékfolyói
- Jobb oldali, északról érkező folyó a Gyeltula (151 km) és a Huringda (169 km).
- Bal oldalon a Tinyep (195 km) és a Szuhaja Bahta (196 km; jelentése: 'száraz Bahta').